# Авдонська сільська рада
Авдо́нська сільська рада (рос. Авдонский сельский совет) — муніципальне утворення у складі Уфимського району Башкортостану, Росія. Адміністративний центр — село Авдон.

## Населення
Населення — 5299 осіб (2019, 5201 в 2010, 4970 в 2002).